# Boeing C-17 Globemaster III na Real Força Aérea Australiana
A Real Força Aérea Australiana (RAAF) opera oito aeronaves Boeing C-17 Globemaster III. Quatro deles foram encomendados em 2006 para melhorar a capacidade das forças australianas na resposta a missões dentro e fora da Austrália. A aeronave entrou em serviço entre Novembro de 2006 e Janeiro de 2008. Mais dois foram encomendados em 2011 e entregues em Novembro de 2012, e os restantes dois encomendados em Outubro de 2014 e entregues em Novembro de 2015. O Globemaster foi construído com as mesmas especificações que aqueles que são operados pela Força Aérea dos Estados Unidos, e a manutenção é realizada através de uma parceria internacional com a Boeing.
Com os números de série A41-206 até  A41-213, todos os Globemaster da RAAF estão no Esquadrão N.º 36, e operam a partir da Base Aérea de Amberley, em Queensland. Estas aeronaves já prestaram serviço em missões no Afeganistão, Iraque e outras localizações no Médio Oriente, assim como em exercícios de treino na Austrália e nos Estados Unidos. Também transportaram mantimentos e militares aquando da ocorrência de desastres naturais na Austrália, Japão, Nova Zelândia e outros países. O C-17 é muito estimado pelos militares australianos dada a sua capacidade de transportar uma grande quantidade de carga em longas distâncias, e o processo pelo qual eles foram adquiridos tem sido identificado como um exemplo de boa gestão da defesa e dos recursos do país.